# Зал Софії у Відні
Зал Софії у Відні (нім. Sofiensäle, Sophiensäle) — концертний зал та місце звукозапису на вулиці Марксера, 17 (Marxergasse, 17), у третьому районі Відня — Ляндштрасе, Австрія. Зал був названий на честь принцеси Софії Баварської, матері імператора Франца Йосифа І. 16 серпня 2001 року зал згорів, але після реконструкції 2013 року фасад будівлі був відновлений у первісному вигляді.

## Історія

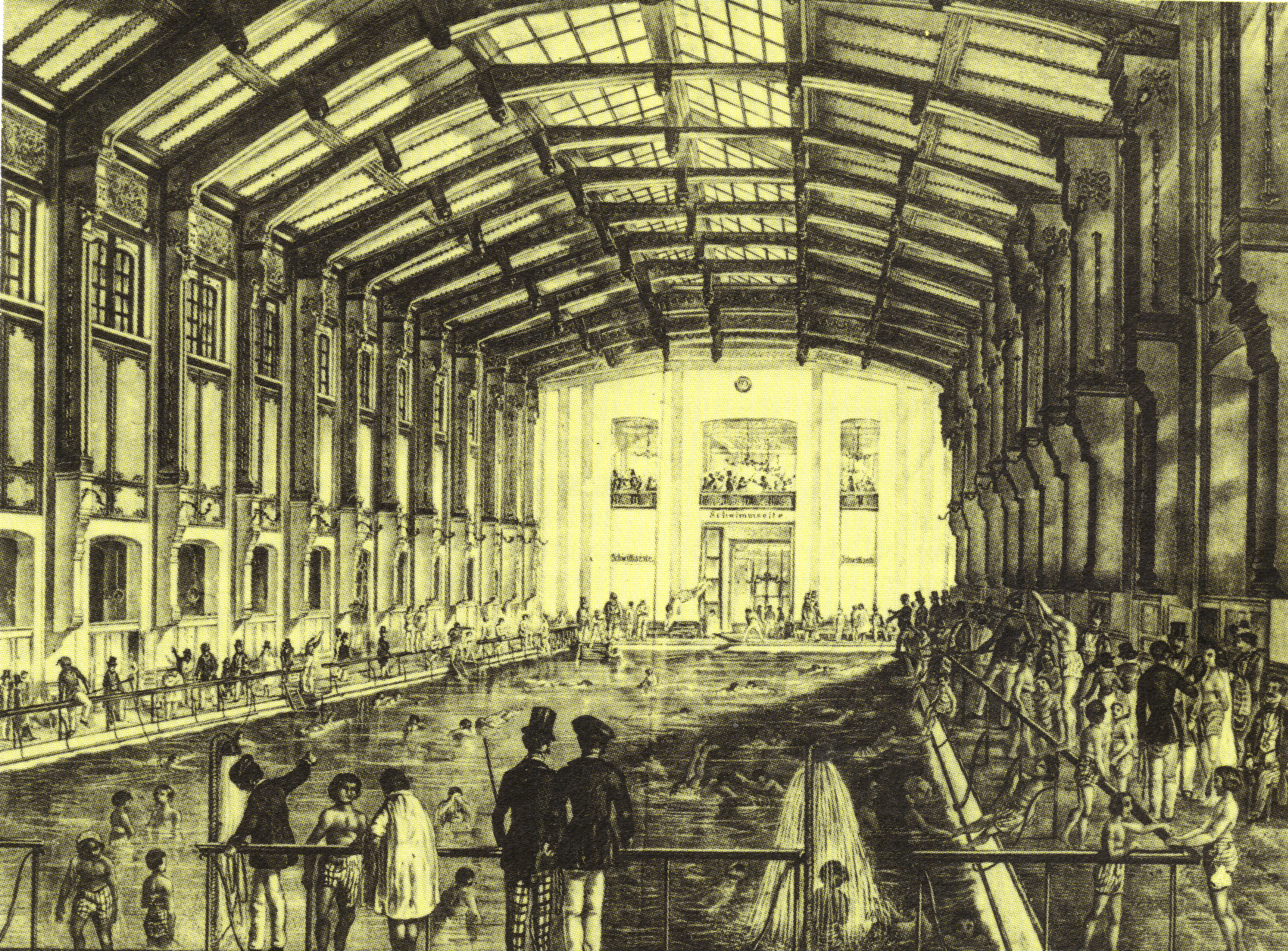
Софієнбад
у середині XIX століття

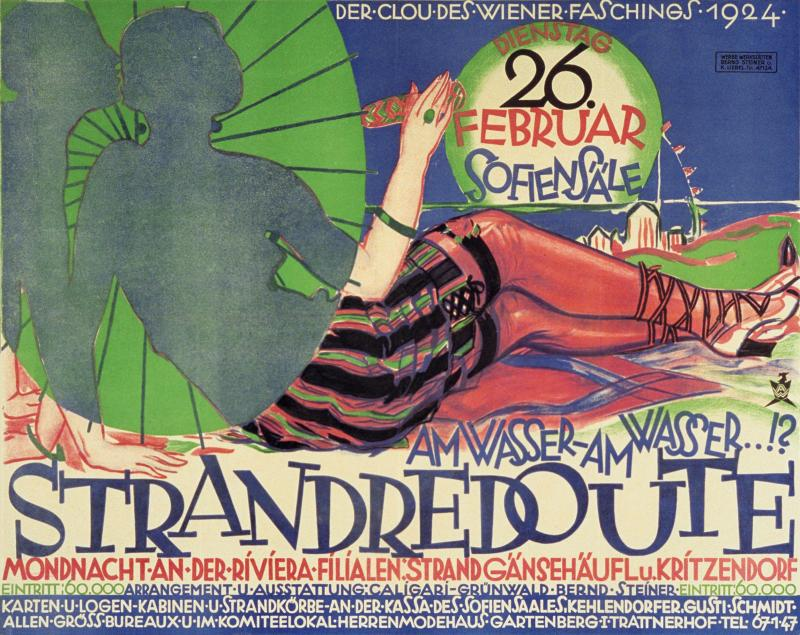
Реклама Софієнбаду

Будівля була завершена в 1826 році за проєктом архітекторів Августа Сікарда та Едуарда ван дер Нюла. Спочатку вона використовувалася як санаторно-курортний комплекс, парова лазня та перший в Європі басейн, і називалася Софієнбад. Приміщення мало розміри 13,6 × 38 м і було у той час найбільшим громадським місцем у Відні. Влітку тут був басейн, а взимку басейн накривали дерев'яними дошками, що створювало прекрасну акустику, і приміщення викорисовували як танцювальний, концертний та актовий зал. Кількість слухачів на концертах становила 2 000, на балах — 2 300 і на зустрічах — 2 700 осіб.

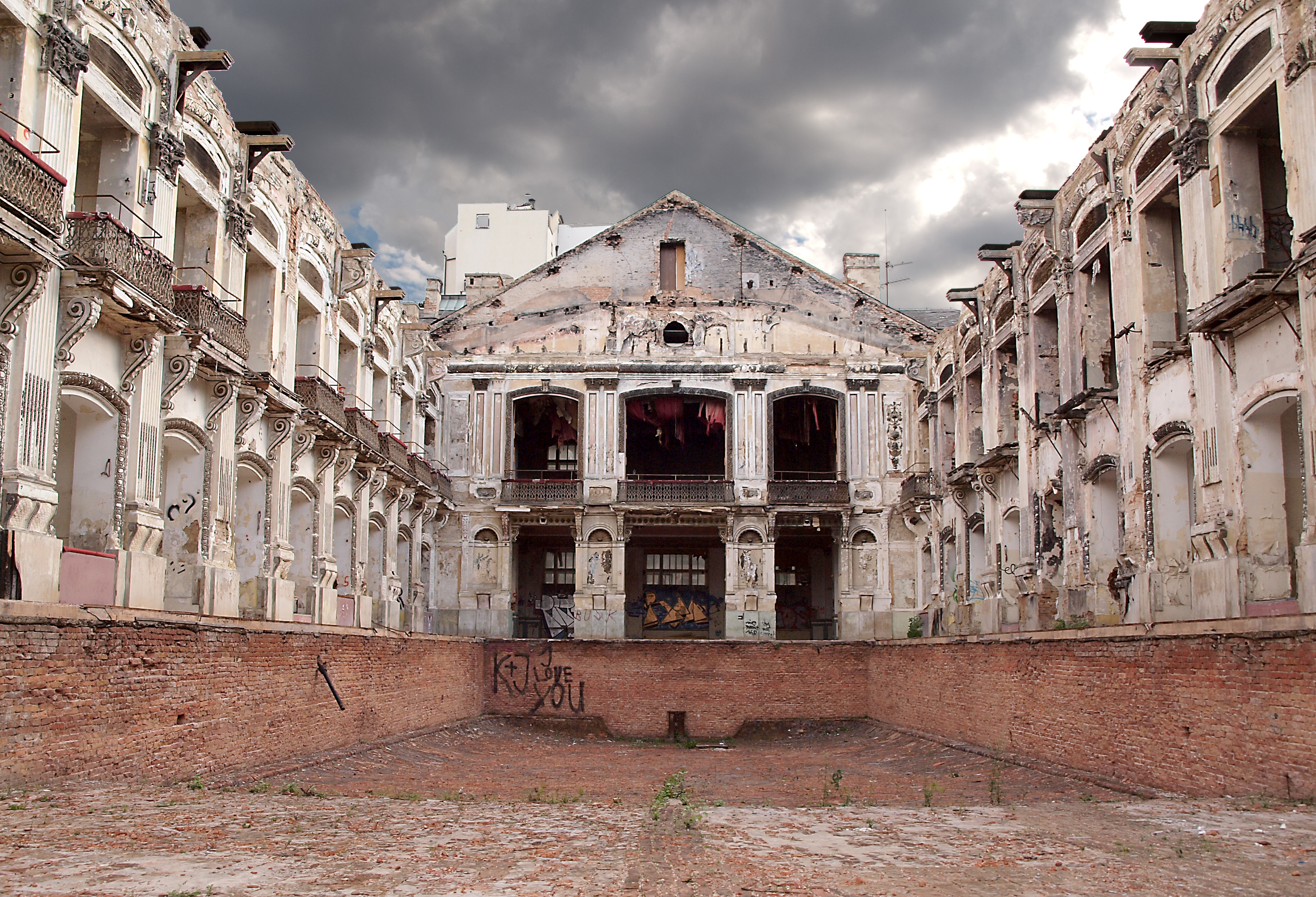
Руїни залу Софії. 2010

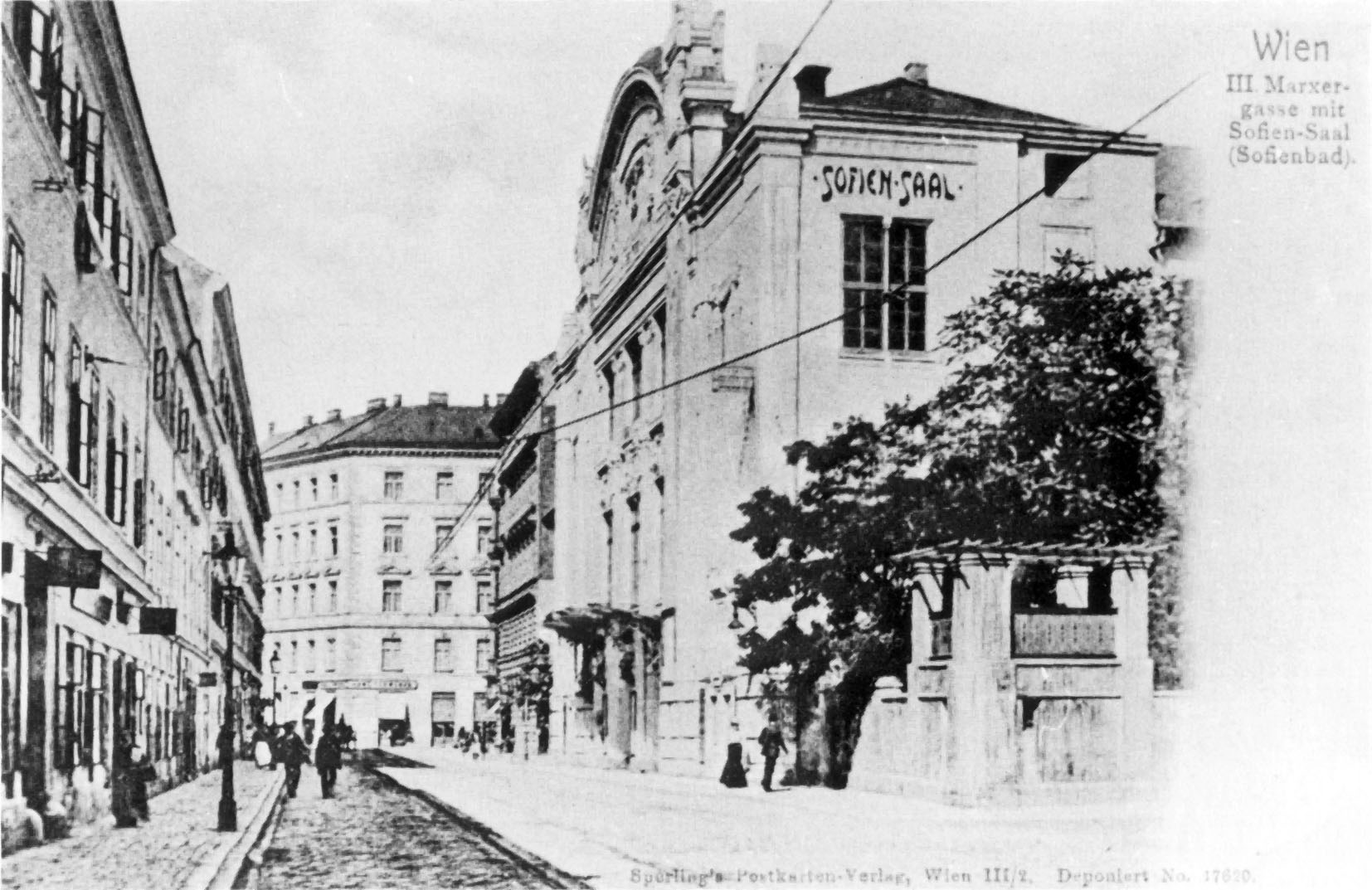
Зал Софії. 1900

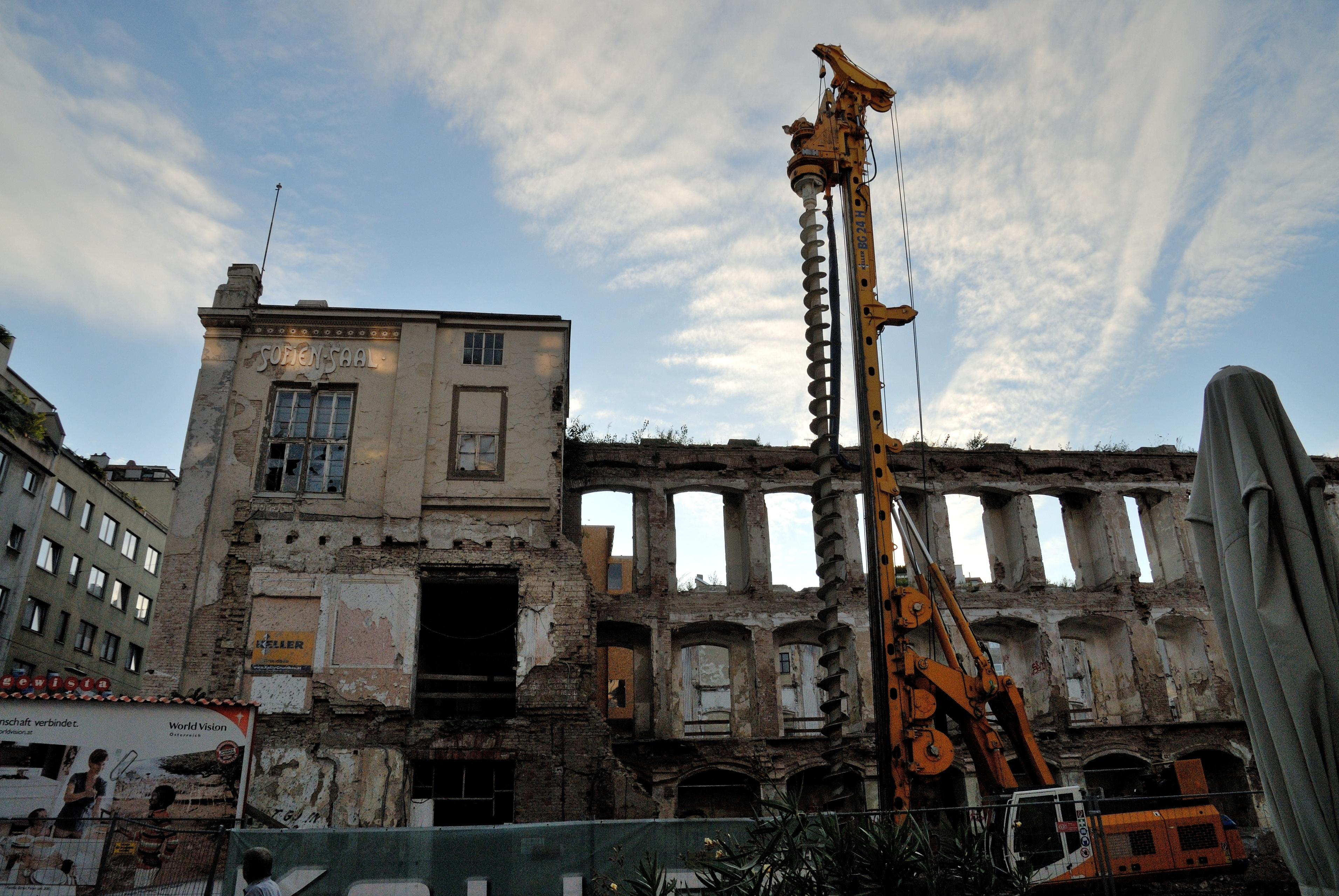
Зал після пожежі у 2001. 2011

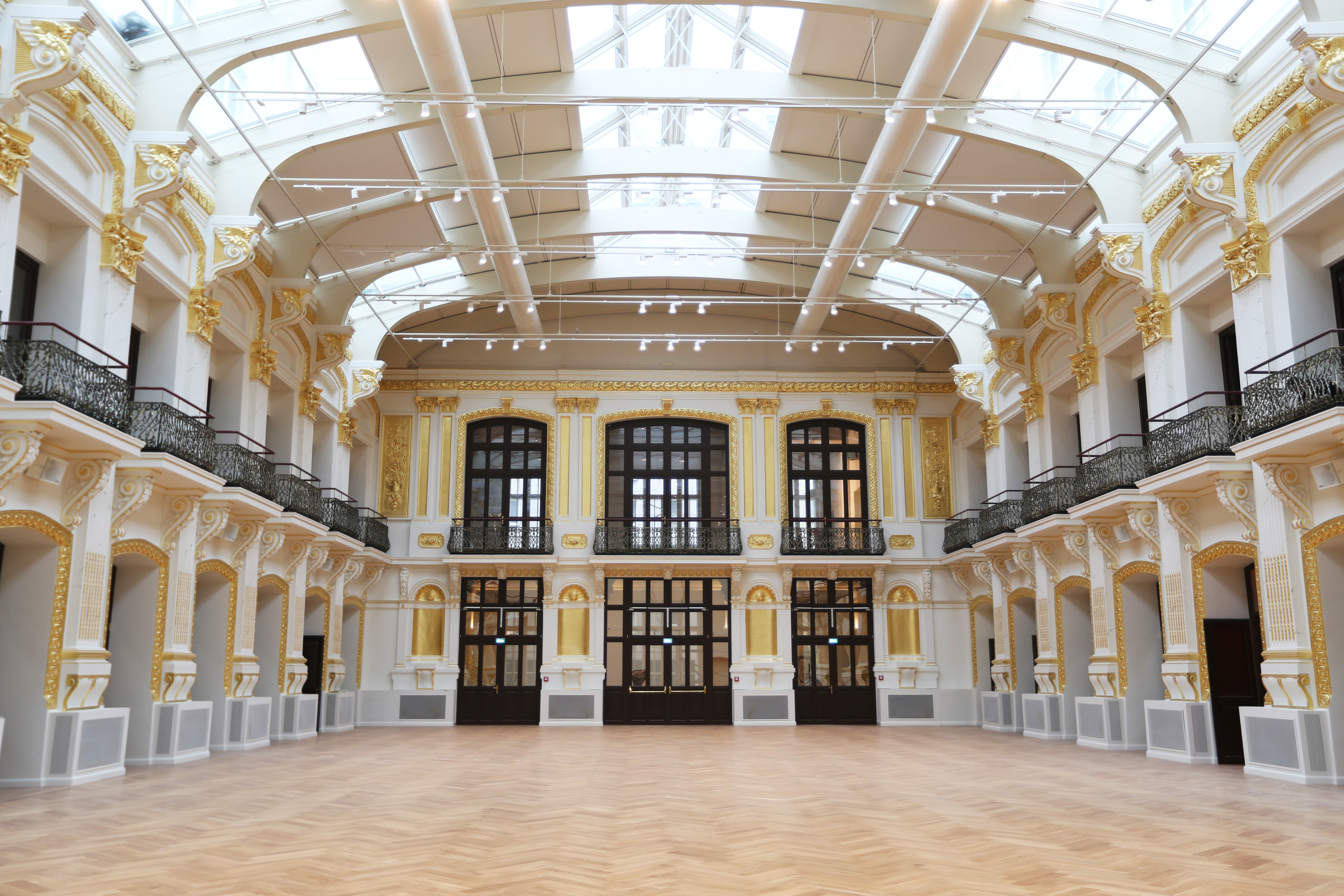
Зал Софії. 2013

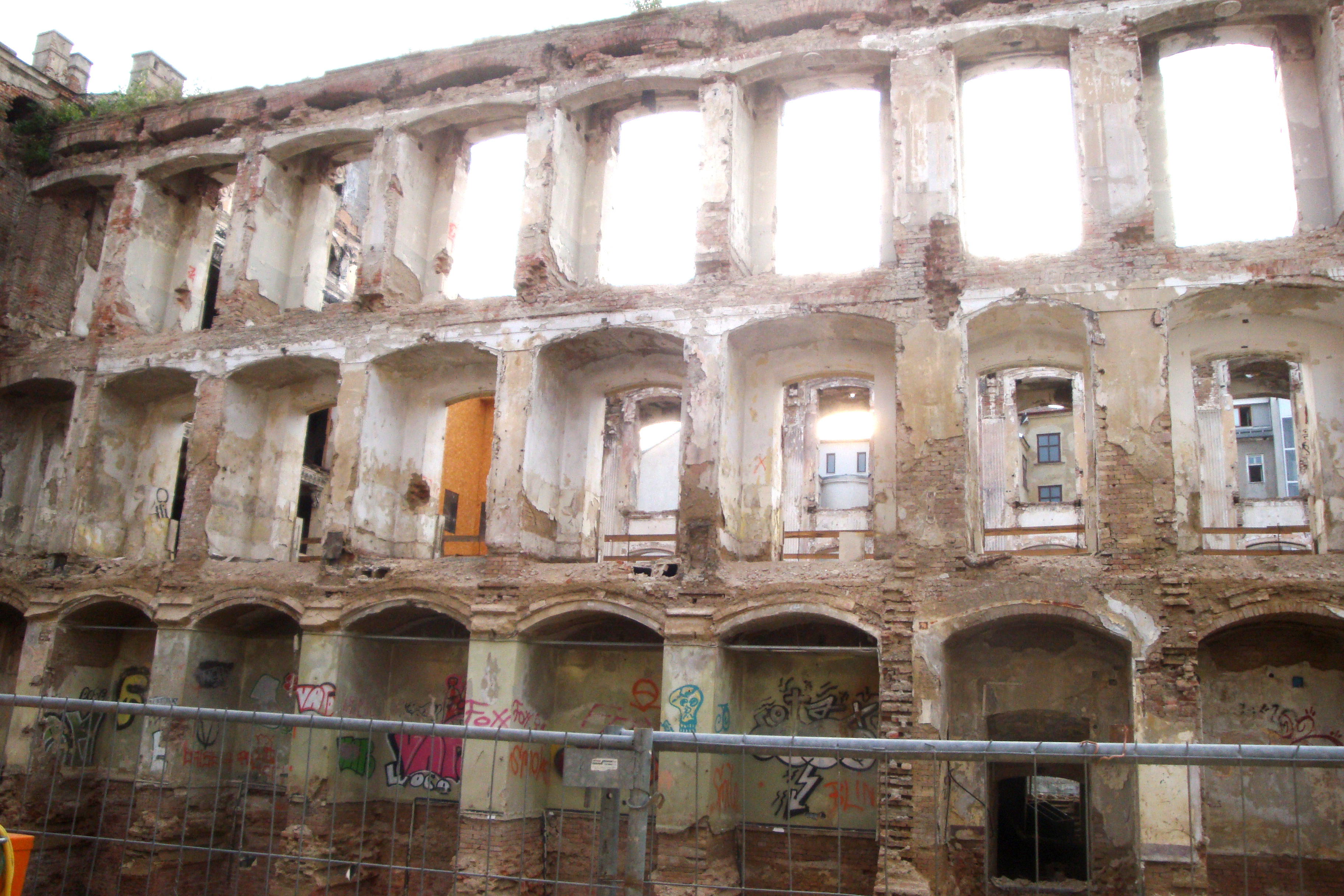
Руїни залу. 2011

У 1845—1849 роках лазню перебудували на танцювальний зал і перейменували як Зал Софії. Завдяки своїй високій опу́клій стелі та порожнині, що залишилася від басейну під підлогою, зал Софії мав прекрасну акустику. Йоганн Штраус (1804—1849) виступав тут регулярно починаючи з інавгураційного балу 1848 року. В стінах цього залу вперше прозвучали багато вальсів родини Штраусів.
З кінця ХІХ століття у залі також читали лекції, у 1912 році тут виступив Карл Май, творець головного героя низки книг про вигаданого вождя племені апачів — Віннету.
Під час першої світової війни зал Софії став місцем для оздоровлення поранених солдатів. Після Другої світової війни зал Софії повернувся до мирних справ, тут у 1946 році відбулася австрійська прем'єра оперети Фреда Раймонда «Синя маска».
Третє переродження залу відбулося у середині 1950-х років, коли лондонська компанія звукозапису «Дека» прийняла будівлю як головне європейське місце звукозапису. В його стінах здійснював свої записи Віденський філармонічний оркестр під керівництвом Герберта фон Караяна. Тут виступали багато знаменитих диригентів від Йозефа Кріпса до Карлоса Кляйбера та Ганса Кнаппертсбуша. Серед відомих робіт студії можна відзначити перший повний студійний запис циклу з чотирьох епічних опер Ріхарда Вагнера «Перстень Нібелунга» під диригуванням Георга Шолті. Після від'їзду компанії звукозапису «Дека» у середині 80-х років зал Софії став одним з найбільших клубів Відня.

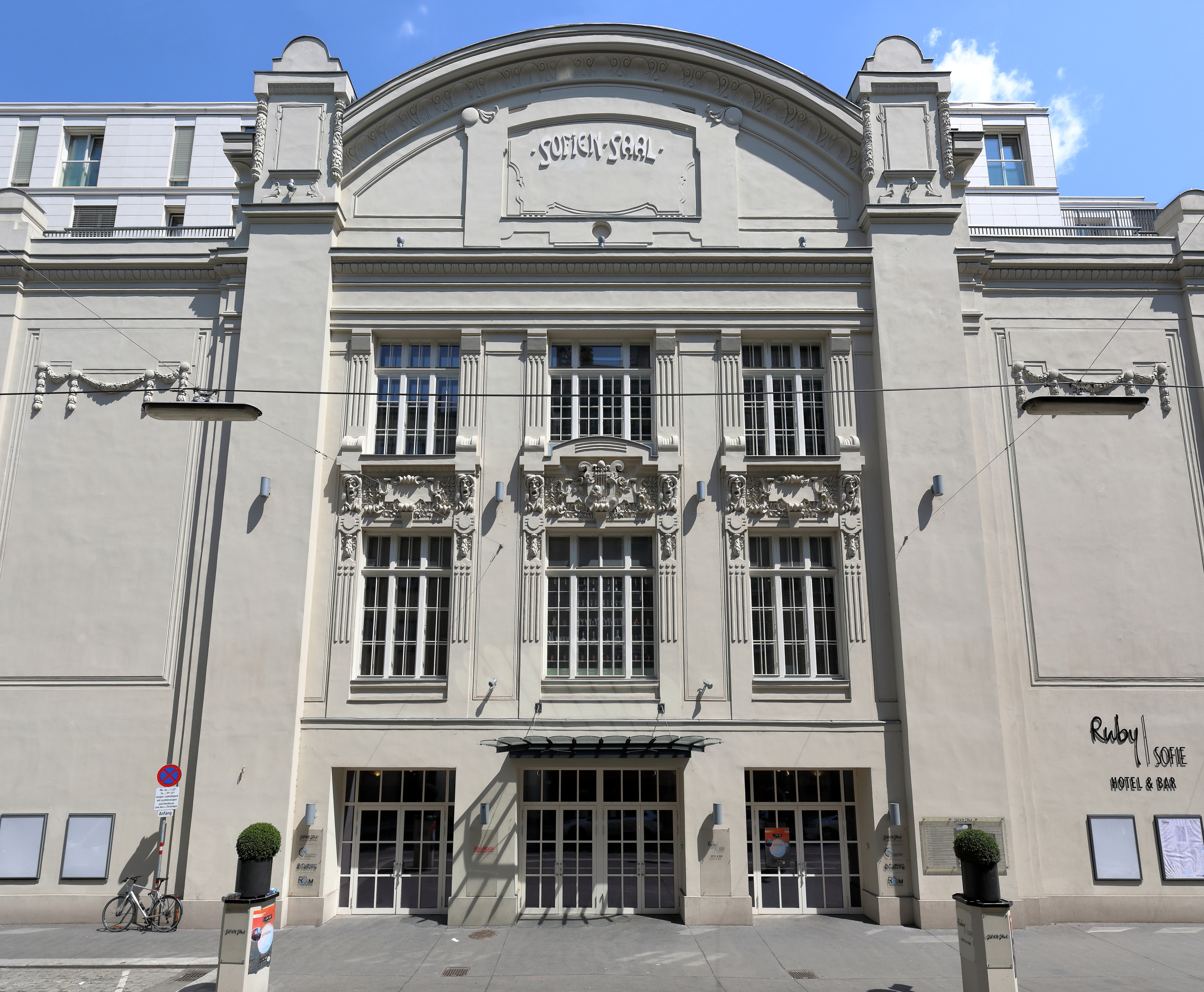
Відновлений фасад залу Софії. 2017

У 2001 році після ремонту даху зал Софії був зруйнований пожежею. Полум'я вирувало вісім годин, все вигоріло, впав дах, залишилися лише фасад і деякі опорні стіни. Знесення того що залишилося здавалося неминучим. Однак, з 2011 по 2013 рік історичний зал і головний портал у сецесійному стилі відновили. Вартість проєкту 52 млн. Будівля навколо залу була перебудована як житловий будинок (90 квартир з підземним паркінгом) та готель, фітнес-центр, ресторан, кав'ярня і комерційні приміщення.
Після реконструкції великий Зал Софії (700 м², Sofiensaal) використовується для різноманітних культурних заходів, виставок, конференцій, нарад, корпоративних заходів та урочистих обідів. Крім великого залу є ще два менших: Дзеркальний бар (160 м², Spiegelbar) та Салон Софії (130 м², Sofie's Salon). Тут можна святкувати приватні ювілеї, дні народження і т. д.
Новий фітнес-центр (2000 м²) обладнаний найсучаснішими пристроями та кардіоапаратурою. Для відпочинку є оздоровчі та релаксаційні зони: сауни, спа для жінок, солярій, кімната для масажу тощо. Тут можна займатися йогою, пілатесом, зумбою та іншими фітнес-програмами.